# Walter Ullmann (Regisseur)
Walter Adolf Oskar Ullmann (* 2. Dezember 1902 in Berlin; 1945 verschollen) war ein deutscher Theaterregisseur.
Ullmann studierte ab 1926 in Berlin bei Max Herrmann Theaterwissenschaften. Zu seinen ersten Regiearbeiten zählt 1927 Der Tausch von Paul Claudel am Theaterwissenschaftlichen Institut. Später wirkte er an den Städtischen Bühnen Düsseldorf. Von 1938 bis 1944 inszenierte Ullmann zahlreiche Theaterstücke am Deutschen Volkstheater in Wien, darunter die Shakespeare-Klassiker Hamlet und Sommernachtstraum wie auch die zeitgenössischen Stücke des Österreichers Richard Billinger, Der Gigant und Melusine.
Am Ende des Zweiten Weltkriegs verlor sich Ullmanns Spur nach der Besetzung Wiens durch alliierte Truppen. Seine in England lebende Schwester Lisa Ullmann erforschte bis zu ihrem Tod 1985 erfolglos das Schicksal ihres Bruders.